# Crapaud de mer
Taxons concernés
Dans la famille des Cottidae :
- dans les genres 
  - Myoxocephalus
  - Artediellus
  - Cottunculus
  - Gymnocanthus
  - Hemitripterusmodifier

Crapaud de mer est un nom vernaculaire ambigu en français, pouvant désigner plusieurs espèces différentes de poissons de la famille des Cottidae.

## Noms vernaculaires et noms scientifiques correspondants
Liste alphabétique de noms vernaculaires attestés en français.

Note : certaines espèces ont plusieurs noms et, les classifications évoluant encore, certains noms scientifiques ont peut-être un autre synonyme valide.
- Crapaud de mer nain - Myoxocephalus aenaeus
- Crapaud de mer à épines courtes ou Crapaud de mer à courtes épines - Myoxocephalus scorpius[2]
- Crapaud de mer ou Cotte polaire - Cottunculus microps
- Crapaud de mer ou Crochet arctique - Artediellus uncinatus[3]
- Crapaud de mer ou Hémitriptère atlantique - Hemitripterus americanus[3]
- Crapaud de mer ou Lotte de mer - Lophius americanus[2]
- Crapaud de mer ou Tricorne arctique - Gymnocanthus tricuspis[3]